# Bataille de Dobra
Insurrection polonaise de 1830-1831
Batailles
- Stoczek
- Dobra
- Kałuszyn
- Wawer
- Nowa Wieś
- Białołęka
- Grochow
- Kurow
- Wawer
- Debe Wielkie
- Domanice
- Iganie
- Kazimierz Dolny
- Ostrołęka
- Wola

La bataille de Dobra ou de Dobre a eu lieu le 17 février 1831 près du village de Dobre, situé à 25 km à l'est de Varsovie, au cours de l'insurrection polonaise de 1830-1831. 
Cet engagement oppose les troupes du royaume de Pologne, commandées par le général Jan Zygmunt Skrzynecki, et les troupes impériales russes du général Grigori Vladimirovitch von Rozen. Il a lieu en même temps qu'un autre à Kaluszyn (un peu au sud), entre le général Zymirski et le général Pahlen.
Les forces polonaises étant en nombre inférieur n'auraient dû offrir qu'une faible résistance aux forces russes. Mais si Zymirski est obligé de battre en retraite, Skrzynecki, avec une grande habileté tactique, parvient à exploiter les erreurs commises par l'ennemi pour en faire une victoire.

## Contexte

### Contexte politique
L'insurrection du royaume de Pologne contre le tsar Nicolas I, roi de Pologne, commence le 29 novembre 1830. Un gouvernement provisoire est installé le 3 décembre. Les négociations avec le tsar échouent, Nicolas exigeant la reddition sans conditions. 
Le 25 janvier, la diète le destitue du trône de Pologne, proclamant ainsi l'indépendance du royaume. 
Le 4 février, l'armée russe lance l'offensive, sous le commandement du général Diebitsch. 

### Contexte militaire
Les troupes russes avancent, difficilement en raison d'un dégel précoce, vers Varsovie, notamment par la route de Brest-Litovsk via Siedlce et par une route secondaire un peu au nord passant par Węgrów. 
Sur la route de Węgrów, les Russes ont subi un engagement d'avant-garde à Liw, où le capitaine Wysocki, à la tête d'un bataillon, réussit à arrêter l'ennemi pendant vingt-quatre heures. Un peu plus loin, cette route est verrouillée à Dobre par le corps du général Skrzynecki.
La route de Brest est verrouillée à Kaluszyn (à 40 km à l'est de Varsovie) par le général Zymirski. 
En arrière, l'état-major polonais prépare une bataille à Grochów, près de Varsovie, sur la rive droite de la Vistule.

## Les forces en présence
La première colonne russe (route de Brest) est formée par le corps du général Pahlen, appuyé par la cavalerie du général Witt et la réserve du grand duc Constantin Pavlovitch de Russie (50 500 hommes et 156 canons).
La seconde (route de Węgrów) est formée par l'armée de Lituanie (27 600 hommes et 120 canons), sous les ordres de Rozen. À Dobre, le général Skrzynecki a  8 000 hommes (9 bataillons d'infanterie, 4 escadrons de cavalerie et 12 canons). 

## Les combats

### Kaluszyn
Zymirski ne parvient pas à se maintenir et est obligé de battre en retraite, laissant la place aux colonnes de Pahlen. 

### Dobre
Le général Skrzynecki parvient par le feu de son artillerie, à arrêter l'ennemi pendant plusieurs heures. Les tirailleurs attaquent courageusement à la baïonnette les flancs des colonnes russes qui cherchent à changer de position. L'impétuosité des attaques de l'infanterie polonaise crée une vive panique sur les troupes russes, ce qui vaut aux Russes des pertes considérables.

## Suites
Le 18 février, les corps de Skrzynecki et de Zymirski se replient vers Grochów.

## Source
- (pl) Cet article est partiellement ou en totalité issu de l’article de Wikipédia en polonais intitulé « Bitwa pod Dobrem » (voir la liste des auteurs).